# Гамберо, Анабель
Анабель Гамберо Эрдосайн (исп. Anabel Gambero Erdozain, 9 июля 1972, Кильмес, Аргентина) — аргентинская хоккеистка (хоккей на траве), защитник и полузащитник. Серебряный призёр летних Олимпийских игр 2000 года, серебряный призёр чемпионата мира 1994 года, трёхкратная чемпионка Панамериканских игр 1991, 1995 и 1999 годов.

## Биография
Анабель Гамберо родилась 9 июля 1972 года в аргентинском городе Кильмес.
Играла в хоккей на траве за «Кильмес», где начала заниматься с 6-летнего возраста.
В 1990-2001 годах выступала за сборную Аргентины, провела 147 матчей.
В 1993 году в составе сборной Аргентины среди юниорок выиграла чемпионат мира. В следующем сезоне, выступая за главную национальную команду, завоевала серебряную медаль на чемпионате мира в Дублине.
В 1996 году вошла в состав женской сборной Аргентины по хоккею на траве на летних Олимпийских играх в Атланте, занявшей 7-е место. Играла на позиции защитника, провела 7 матчей, мячей не забивала.
В 2000 году вошла в состав женской сборной Аргентины по хоккею на траве на летних Олимпийских играх в Сиднее и завоевала серебряную медаль. Играла на позиции защитника, провела 8 матчей, мячей не забивала.
Трижды завоёвывала золотые медали хоккейных турниров Панамериканских игр — в 1991 году в Гаване, в 1995 году в Мар-дель-Плата и в 1999 году в Виннипеге.
Завоевала две медали Трофея чемпионов: золото в 2001 году, серебро в 2002 году.
В 2010 году завершила игровую карьеру.

## Семья
Родители Анабель Гамберо были спортсменами: отец играл за «Кильмес» в гандбол, мать — в хоккей на траве.